# 胃促生长素
胃促生长素（lenomorelin）全名胃生长激素释放肽（growth hormone-releasing peptide），俗称飢餓素（hunger hormone），是一种主要由胃肠道（尤其是胃）的肠内分泌细胞（P/D1细胞）产生的激素，属一种多功能脑肠肽（胃肠道神经肽），能诱导生长激素的释放、胃肠道功能调节、摄食、抑制炎症反应，并维持能量正平衡的作用。
它被稱為飢餓素是因為它会增加进食的动力，在餐前飢餓時，飢餓素在血液中濃度最高，進食後恢复到较低水平。飢餓素可能透過增加胃的活動性和刺激胃酸分泌来帮助进食准备。
飢餓素能夠活化腦垂體前葉和下視丘弓狀核中的細胞，其中包括可引起食慾的神經肽Y神經元。飢餓素能夠刺激具有特定受體的大腦結構：飢餓素受體1A（GHSR -1A）。飢餓素同時也能夠調節神經結構中的犒賞系統、學習和記憶，睡眠-甦醒週期、味覺、犒賞行為和葡萄糖代謝。

## 歷史與命名
飢餓素的首次發現是在1999年發現了飢餓素受體（稱為生長激素促分泌素受體1A或GHS-R）之後。其命名是以它能夠「促生長激素分泌」的功能來命名，源自於原始印歐語中的gʰre，意謂成長。

## 基因、轉錄產物與構造
其GHRL基因產生的mRNA有四個外顯子，並產生五種產物：第一種是117個氨基酸的前飢餓素原。（與促胃動素原同源；兩者都是促胃動素家族的成員）。將前飢餓素原剪接後產生飢餓素原，再剪接後產生一個具有28個氨基酸的未醯化飢餓素和一個醯化飢餓素（C-Gherlin）。據推測，肥胖抑制素可能從C-ghrelin剪接而成。
飢餓素只有在飢餓素醯基轉移酶 （页面存档备份，存于）（GOAT）的幫助下，結構中的辛酸在轉譯後與絲氨酸的3號位連接時才具有活性。它位於胃和胰臟中的飢餓素細胞的細胞膜上，而未辛醯化的形式則稱為去醯基飢餓素，其無法活化GHS-R受體，但具有其他作用：心臟方面的功能、刺激食慾和抑制肝臟輸出葡萄糖。同時也觀察到，辛醯基以外的側鏈也可以觸發飢餓素受體。 特別的是，已發現癸醯飢餓素在小鼠循環中的飢餓素站了一定比例，但截至2011年，其在人體中的存在尚未確定。

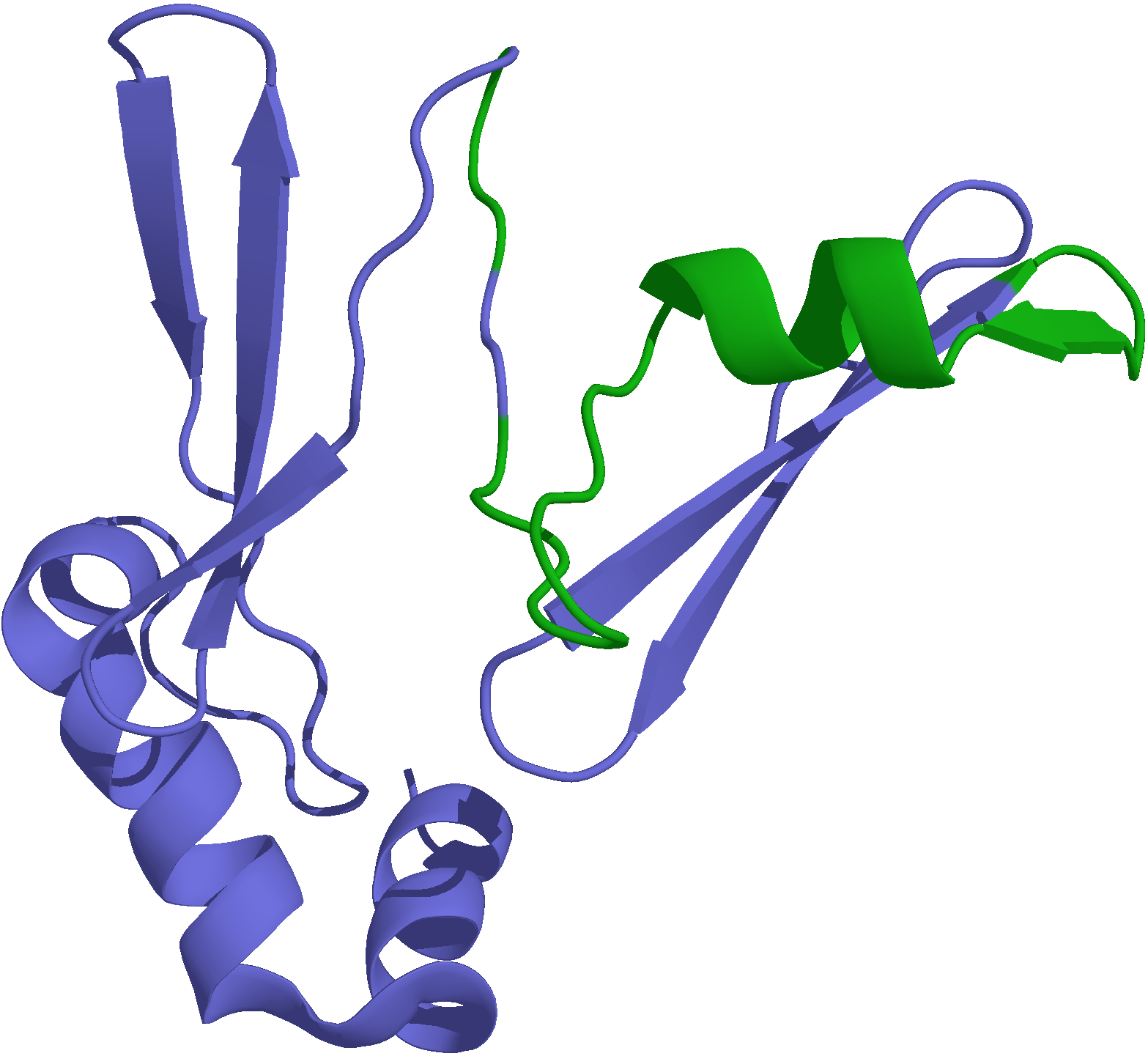
前飢餓素原(藍色和綠色的部分)及飢餓素(綠色部分)

## 飢餓素細胞

### 別名
飢餓素細胞也被稱為胰臟的A-like cell、X-cell（X意謂功能不明）、小鼠中的X/A-like cell、胰臟中的ε細胞、人體的P/D sub 1 cell、或Gr cell（Gherlin的簡稱）。

### 位置
飢餓素細胞主要存在於胃和十二指腸中，但也存在於空腸、肺、胰島、性腺、腎上腺皮質、胎盤和腎臟中。最近也有研究顯示，飢餓素能夠在大腦局部產生。

### 特色
飢餓素細胞存在於胃底腺細胞中（佔細胞的20％）、幽門和小腸中，是卵圓形的顆粒性細胞，同時具有胃泌素受體，且有一些能夠產生脂肪激素nesfatin-1。飢餓素細胞在胰臟中沒有終末分化的步驟，它們作為前驅細胞，可以產生A細胞、PP細胞和β細胞。

## 作用的功能與機制
飢餓素參與調節能量平衡的複雜過程，透過調節飢餓訊號來影響能量輸入;調節ATP生產、脂肪儲存、肝醣儲存及短期熱消耗等能量比例調節來影響能量輸出。能量平衡的結果最終反映在體重上，並根據代謝信號和需求進行持續監測調整。而胃腦溝通是影響能量平衡的重要途徑，有幾種溝通路徑，其中包括胃細胞內mTOR / S6K1路徑所調節的飢餓素、nesfatin及內源性大麻素胃系統彼此間的交互作用，及迷走神經的傳出入訊號。
飢餓素及合成飢餓素模擬物(生長激素促進劑)透過誘發含神經肽Y(NPY)及刺鼠肽基因相關蛋白(AgRP)的弓形核受體來增加體重及脂肪量。這些對飢餓素反應的神經元對瘦素及胰島素均敏感。而飢餓素會降低胃迷走神經傳入的敏感性，導致較低的胃擴張程度。
除了其能量平衡的功能，飢餓素還會激活膽鹼能-多巴胺能犒賞迴路在腹側被蓋區的輸入，以及用來傳達自然犒賞的享樂和增強方面的迴路，如食物和成癮性藥物的中腦邊緣通路。該迴路上可以找到飢餓素的受體。而酒精及可口/獎勵食物是需要下視丘飢餓素訊號來提供回饋。
飢餓素與誘導食慾及進食行為有關，而血液循環中的飢餓素水平會在飯前最高、飯後最低。在人和大鼠注射飢餓素已證明會增加食物攝取，即注射量越多，食物攝取越多，但飢餓素所增加的不是進食量，而是進食的次數。飢餓素的注射還會增加動物覓食行為，同時增加嗅覺尋找能力，傾向搜集囤積食物。由於體重是透過能量平衡來調節的，飢餓素濃度與體重會呈負相關，由此飢餓素可以做為肥胖警訊。

## 血液中濃度
飢餓素在血液中的濃度在pmol / l的範圍內。具有活性的飢餓素含量和總飢餓素含量都可以被測量出來 。循環中的飢餓素濃度在進食前升高，並在進食後下降，並且對於蛋白質和碳水化合物的反應比對脂質的反應更強烈。

## 飢餓素受體
飢餓素受體GHS-R1A（由飢餓素受體剪接而來）可以調節多項飢餓素造成的生物效應，包括：刺激生長激素的釋放、增加飢餓感、調節葡萄糖和脂質的代謝、調節腸胃蠕動和分泌、保護神經和心血管細胞以及調節免疫功能。它們大量存在於下視丘和腦垂體、迷走神經上（在傳入的細胞體和傳出的神經末梢上）以及整個胃腸道中。

## 作用地點

### 葡萄糖代謝
整個飢餓素系統（包含dAG、AG、GHS-R、GOAT）皆具有調節葡萄糖的作用。

### 睡眠
初步研究表明，飢餓素參與了晝夜規律的調節。雖然有文獻表示，沒有發現有力的證據顯示限制睡眠會影響飢餓素以及瘦素的濃度或能量消耗。

### 生殖系統
飢餓素對促性腺激素釋放激素（GnRH）的分泌具有抑制作用，可能導致生育力下降。

### 胎兒和新生兒
飢餓素在胎兒時期的早期肺臟產生，並具有促進肺生長的功能。 臍帶血中飢餓素的濃度也顯示，飢餓素濃度和新生兒出生體重之間的相關性。

## 厭食症和肥胖
肥胖個體血漿中的飢餓素濃度低於瘦型個體，由此顯示，飢餓素並不直接造成肥胖，只有在小胖威利症候群引起的肥胖中，高濃度的飢餓素能夠造成食物攝入量的增加。與體重過輕和正常體重的兩個對照組相比，神經性厭食症的血漿飢餓素濃度更高。體型較為削瘦的人在一天中，從午夜到黎明的這段時間的飢餓素濃度較高，這顯示肥胖者的晝夜規律系統存在缺陷。同時，癌症引起的惡體質患者也有高濃度的飢餓素。尚無足夠的證據得出支持或反對使用生長素釋放肽治療癌症相關惡體質的結論。

## 相關疾病的控管與治療

### 胃繞道手術
與體型瘦削和節食減肥的人相比，進行胃繞道手術的人不僅減少了腸道容量，甚至能夠降低體內飢餓素濃度。在此方面，尚未有研究闡明，接受胃繞道手術的人，體內的飢餓素濃度是否在減輕的體重穩定下來後就恢復正常濃度。統計也顯示，胃繞道的相關手術中，進行袖狀胃切除術的人從長遠來看，體內飢餓素濃度能夠降低約60％。